# برین مک‌ماهون
برین مک‌ماهون (به انگلیسی: Brien McMahon) سناتور سابق عضو حزب دموکرات ایالات متحده آمریکا بود. وی در سال ۱۹۴۵ تا ۱۹۵۲ میلادی سناتور ایالت کنتیکت در سنای ایالات متحده آمریکا بود.